# Племенити гас
Племенити гасови (историјски и инертни гасови; понекад се називају и аерогени) чине класу хемијских елемената са сличним својствима; у стандардним условима, сви су они мономатски гасови без мириса, боје и са веома ниском хемијском реактивношћу.
Раније се веровало да су нулто валентни и да не граде једињења. Отуда потиче назив саме групе. Сада се у хемијској литератури ова група све чешће назива VIIIa групом. У ову групу елемената спадају: хелијум (He), неон (Ne), аргон (Ar), криптон (Kr), ксенон (Xe) и радон (Rn). Радон је радиоактиван са полувременом распадања од 3,8 дана. Производ је радиоактивног распадања (дезинтеграције) радијума. Ови елементи су почели да се примењују тек 1910. када је откривено да електрична струја при проласку кроз ове елементе даје обојену светлост. До 1910. године племенити гасови су имали само теоретски значај. Заједничка ознака за електронску конфигурацију ове групе је ns2 np6 (са изузетком хелијума чија је конфигурација ns2 )са попуњеним валентним орбиталама.

## Општа својства елемената у групи
Због врло стабилне конфигурације елементи не могу примити ниједан електрон, а да се не почне попуњавати нови електронски ниво. Попуњене електронске орбитале не дају могућност међусобног спајања атома ових елемената, те су у сва три агрегатна стања моноатоми. Племенити гасови имају врло високе вредности за енергију јонизације тако да тешко могу отпустити електрон. Међу атомима постоје само Ван дер Валсове привлачне силе. Оне расту са порастом атомског броја, а са њима температура топљења и кључања. Племенити гасови немају мирис и укус, а у води се слабо растварају. За хелијум који има само 2 електрона вредности топљења и кључања су најмања. Хелијум није добијен у чврстом стању. Племенити гасови улазе у састав атмосфере. Добијају се фракционом дестилацијом течног ваздуха.

## Примена племенитих гасова
Хелијум се користи за пуњење балона. „Хелијумов ваздух“ се даје рониоцима јер се хелијум мање раствара у крви од азота те се брже могу дизати према површини — спречава кесонску болест. Хелијум служи за испитивање материје при врло ниским температурама. Претпоставља се да је течан и при апсолутној нули.
Неон се употребљава за пуњење рекламних светлећих цеви. Ако под смањеним притиском дође до електричног пражњења кроз неон јавља се наранџасто-љубичаста светлост. Уколико се дода живина пара и аргон боја се мења до тамноплаве и зелене.
Аргон се користи за пуњење сијалица, као и за заваривање у техници јер даје инертну атмосферу. Користи се и за пуњење светлећих цеви.
Криптон и ксенон се такође користе за пуњење сијалица.
Племенити гасови се користе и у ласерској техници.

## Историја
Племенити гас је преведен са немачке именице Edelgas, коју је Иго Ердман први пут употребио 1898. године да би указао на њену изузетно ниску реактивност. Назив представља аналогију израза „племенити метали”, који такође имају ниску реактивност. Племенити гасови су такође називани инертним гасовима, али ова ознака је застарела, јер су сада позната многа једињења племенитих гасова. Ретки гасови су још један термин који се користио, али је и то нетачно јер аргон чини прилично значајан део (0,94% запреминских, 1,3% масених) Земљине атмосфере услед распада радиоактивног калијума-40.
Пјер Жансен и Џосеф Норман Локјер открили су 18. августа 1868. нови елемент посматрајући хромосферу Сунца, и назвали га хелијум према грчкој речи за Сунце, ἥλιος (hḗlios). У то време није била могућа хемијска анализа, али је касније откривено да је хелијум племенити гас. Пре њих, 1784. године, енглески хемичар и физичар Хенри Кавендиш открио је да ваздух садржи мали део супстанце која је мање реактивна од азота. Век касније, 1895, Лорд Рејли је открио да су узорци азота из ваздуха различите густине од азота који је резултат хемијских реакција. Заједно са шкотским научником Вилијамом Ремзијем са Универзитетског колеџа у Лондону, Лорд Рејли је теоретисао да се азот екстрахован из ваздуха помешан са другим гасом, што је довело до експеримента којима је успешно изолован нови елемент, аргон, од грчке речи ἀργός (argós, „празан” или „лењ”). Овим открићем схватили су да у периодном систему недостаје читава класа гасова. Током своје потраге за аргоном, Рамзи је такође успео да први пут изолује хелијум док је загревао клевеит, минерал. Године 1902, прихвативши доказе за елементе хелијума и аргона, Дмитриј Мендељејев је укључио ове племените гасове као групу 0 у свој распоред елемената, који ће касније постати периодни систем.
Рамзи је наставио потрагу за овим гасовима користећи метод фракционе дестилације да би раздвојио течни ваздух на неколико компоненти. Године 1898, открио је елементе криптон, неон и ксенон, и назвао их по грчким речима κρυπτός (kryptós, „скривен”), νέος (néos, „нов”) и ξένος (ksénos, „странац”). Радон је први пут идентификовао Фридрих Ернст Дорн 1898. године, и добио је назив радијумска еманација, али се није сматрао племенитим гасом све до 1904. године, када је утврђено да су његове карактеристике сличне онима код других племенитих гасова. Рејли и Рамзи добили су Нобелове награде за физику и хемију 1904. године за откриће племенитих гасова; према речима Ј. Е. Цедерблома, тадашњег председника Краљевске шведске академије наука, „откриће потпуно нове групе елемената, за коју ниједан представник није био познат са сигурношћу, нешто је крајње јединствено у историји хемије, по својој суштини напредак у науци од посебног значаја”.
Откриће племенитих гасова помогло је развоју општег разумевања структуре атома. Француски хемичар Анри Моасан покушао је 1895. године да изазове реакцију између флуора, најелектронегативнијег елемента, и аргона, једног од племенитих гасова, али није успео. Научници нису могли да припреме једињења аргона до краја 20. века, али су ти покушаји помогли да се развију нове теорије о структури атома. Учећи из ових експеримената, дански физичар Нилс Бор предложио је 1913. године да су електрони у атомима распоређени у љускама које окружују језгро, те да за све племените гасове осим хелијума најудаљенија љуска увек садржи осам електрона. Године 1916, Гилберт Њ. Луис формулисао је правило октета, које је закључило да је октет електрона у спољној љусци најстабилнији распоред за било који атом; овај аранжман је проузроковао да су нереактивни према другим елементима, јер им није било потребно више електрона да заврше своју спољну љуску.
Године 1962, Нил Бартлет је открио прво хемијско једињење племенитог гаса, ксенон хексафлуороплатинат. Једињења других племенитих гасова откривена су убрзо након тога: године 1962. за радон, радон дифлуорид (RnF
2), који је идентификован радиотрејсерским техникама и 1963. године за криптон, криптон дифлуорид (KrF
2). Прво стабилно једињење аргона пријављено је 2000. године када је формиран аргонов флуорохидрид (HArF) на температури од 40 K (−233,2 °C; −387,7 °F).
У октобру 2006. научници из Заједничког института за нуклеарна истраживања и Националне лабораторије Лавренs Ливермор успешно су створили синтетички оганесон, седми елемент у групи 18, бомбардовањем калифорнијума калцијумом.

## Једињења племенитих гасова
Племенити гасови могу да граде једињења иако имају веома стабилну електронску конфигурацију. Прво једињење племенитиг гасова је направљено 1962. године. При собној температури извршено је мешање тамноцрвених пара платине хексафлуорида PtF6 са вишком ксенона; настало је чврсто жуто комплексно једињење ксенон-хексафлуороплатинат, XePtF6
До данас је направљено више стотина једињења ксенона; нпр. са флуором XeF2, XeF4, XeF6 ; са кисеоником XeO3. Нека од њих су веома стабилна, као на пример Rb2XeF8 који се не разлаже ни на 400 °C. Добијена су и нека једињења криптона и радона.
Једињења племенитих гасова немају практичну примену, те њихово добијање има само теоријску вредност.